# Галло пинто
Галло пинто (исп. Gallo pinto) или gallopinto — традиционное блюдо из Центральной Америки, состоящее в основном из риса и бобов. Галло пинто имеет давнюю историю и важное значение для никарагуанской и коста-риканской идентичности и культуры. Его подают на завтрак, обед и ужин.

## Приготовление
Сладкий перец, чеснок, орегано, кинза и другие овощи нарезаются и обжариваются. К ним добавляется отварной рис и консервированная или отваренная фасоль. Блюдо недолго тушится до готовности.

## Этимология
Gallo pinto означает «пятнистый петух» на испанском языке. Утверждается, что название происходит от разноцветного или пёстрого вида блюда, который получается в результате приготовления риса с чёрными или красными бобами. Термин также может быть сокращен в зависимости от региона.

## История
Неясно и спорно, из какой именно страны происходит это блюдо. Никарагуа и Коста-Рика заявляют право первенства, и происхождение блюда является предметом спора между этими двумя странами.
Костариканцы утверждают, что блюдо придумали и впервые подали в 1930 году недалеко от Сан-Себастьяна, но никарагуанцы уверены, что задолго до этого блюдо уже готовили афро-латиноамериканцы на карибском побережье их страны.
Галло пинто — одно из многих блюд Латинской Америки, включающее приготовление неотъемлемых ингредиентов для многих культур: риса и бобов. Галло пинто считается продуктом метисов: сочетание бобов, выращиваемых коренными народами доколумбовых времён, и риса, зерна, завезённого испанцами. Рис, родом из Азии, был завезён арабами в Испанию и стал основным и универсальным ингредиентом в XV и XVI веках. С испанской колонизацией Америки испанцы быстро завезли рис в Мексику и Южную Америку. Предполагается, что в XVIII веке выращивание риса стало актуальным для Центральной Америки. Это произошло также с бобами, которые выращивались столетиями ранее в Мезоамерике.
Блюдо имеет сходство с кубинским блюдом Moros y cristianos («Мавры и христиане», из чёрных бобов и белого риса).

## Региональные различия

### Коста-Рика
В Коста-Рике его часто едят с соусом лисано. Существуют также два основных варианта:
- в Центральной долине галло пинто более влажный, обычно готовится с чёрными бобами, менее жирный, приправляется чили, кинзой и луком. Один из вариантов включает соус лисано;
- в провинции Гуанакасте галло пинто более жирный и жареный, готовится из красной фасоли.

### Никарагуа
В Никарагуа галло пинто является национальным блюдом и традиционно готовится с красной фасолью и луком, обычно приготовленным на растительном масле, хотя иногда используются животные жиры. Он является основным продуктом в никарагуанской кухне и употребляется в пищу в любое время дня. Его обычно продают во «фритангасах» (лавках с едой), где его подают в качестве дополнения к различным блюдам.